# Gerald Wasserfuhr
Gerald Wasserfuhr (* 14. Februar 1957 in Wipperfürth) ist ein deutscher Musiker (Klarinette, Saxophon, Klavier, Orchesterleitung) und Musikpädagoge.

## Leben und Wirken
Wasserfuhr erhielt ab dem siebten Lebensjahr privaten Klavierunterricht. Zwei Jahre später lernte er außerdem Klarinette und wurde Mitglied der Schützenkapelle Wipperfeld. Mit 15 Jahren machte er als jüngster Organist der St. Clemens Kirchengemeinde Wipperfeld erste Erfahrungen mit der Kirchenmusik und war dort 33 Jahre als Organist tätig. Parallel dazu gründete er die Musikgruppe „The Spotlights“, die sich später zu einer renommierten Begleitband der Unterhaltungsmusik etablierte (u. a. Roy Black, Tony Marshall, Chris Roberts, Freddy Breck, Cindy und Bert). Nach dem Schulabschluss und einer Lehre studierte er bei Prof. Franz Klein (u. a. Soloklarinettist der Bayreuther Festspiele, WDR Sinfonieorchester) an der Hochschule für Musik und Tanz in Köln Klarinette und beendete das Studium mit Auszeichnung. Schon während seines Studiums wurde er Dirigent der Schützenkapelle Wipperfeld, die er 33 Jahre lang leitete. Nach dem Studium gastierte er als Klarinettist u. a. bei der Deutschen Radio Philharmonie Saarbrücken, sowie beim Beethoven Orchester Bonn. Wasserfuhr wurde Fachbereichsleiter der Musikschule Bergisch Gladbach und gründete und leitete die Big Band „Blue Art Orchestra“. 1991 gründete er mit einem befreundeten Musiker die Volkstümliche Musikgruppe „Original Bergländer Musikanten“, mit der er für das Label Arminia (Erich Storz Musikverlag) das Debüt-Album „Lustige Bergländer“ einspielte und veröffentlichte. Er komponierte und arrangierte für verschiedene Formation.
Seit 2002 ist er als Lehrer an der Städtischen Realschule Hückeswagen tätig, die durch ihr einzigartiges Modell des „Klassenmusizierens“ über die Grenzen des Landes bekannt wurde.
Es folgten u. a. Einladungen der Bezirksregierung Köln sowie des Schulministeriums und des Landtags des Landes Nordrhein-Westfalen.
Neben seiner langjährigen pädagogischen Tätigkeit tritt Wasserfuhr auch weiterhin als Klarinettist auf. U. a. ist er auf den Einspielungen „Running“ und „Relax Jazzed“ seiner Söhne, der Jazz-Brüder Julian & Roman Wasserfuhr, zu hören.

## Diskographische Hinweise
- Gerald Wasserfuhr & seine Original Bergländer Musikanten „Lustige Bergländer“ (Arminia 1992)
- Blank & Jones „Relax Jazzed“ (Soundcolours 2012)
- Julian & Roman Wasserfuhr „Running“ (ACT 2013)